# Вальпараїсо (регіон)
Вальпараїсо (повна назва V Регіон Вальпараїсо, ісп. V Región de Valparaíso) — регіон (найбільша одиниця адміністративного поділу) Чилі, п'ятий за рахунком з півночі. Складається з семи провінцій: Вальпараїсо, Ісла-де-Паскуа, Лос-Андес, Петорка, Кійота, Сан-Антоніо і Сан-Феліпе-де-Аконкагуа. Столиця — місто Вальпараїсо.
| Чилі | Це незавершена стаття з географії Чилі. Ви можете допомогти проєкту, виправивши або дописавши її. |